# Arthur Petrelli
Arthur Petrelli is een personage uit de televisieserie Heroes. Hij is de vader van twee en mogelijk drie hoofdpersonages: Nathan en Arthur Petrelli en Sylar (hij zegt zijn vader te zijn in aflevering zeven van seizoen drie). In het eerste seizoen werd verteld dat hij zelfmoord had gepleegd. Gedurende de rest van seizoen één en twee werd hij slechts genoemd.
In de vijfde aflevering van seizoen drie, Angels and Monsters, kwam hij ook voor in de serie. Maury Parkman vertelde hem dat hij enkele opdrachten had uitgevoerd. Hij heeft de gave om de gedachten van mensen te horen en te manipuleren. Zo liet hij Nathan Petrelli, Linderman aan hem zien, terwijl die al dood is. Ook heeft hij via "Linderman" Daphne Millbrook aangezet om Heroes te rekruten voor een "leger". Arthur Petrelli kon zelf niet praten omdat hij een zuurstofslangetje in zijn mond had. Maury Parkman kon toch antwoord geven op zijn vragen door zijn gedachten te lezen. Zijn gave is gaves van anderen te absorberen en tegelijk te ontnemen door ze aan te raken. Arthur neemt de gave van Adam Monroe over door hem aan te raken, maar doordat Adam Monroe hierdoor zijn gave verliest sterft hij gelijk. Vervolgens absorbeert en ontneemt hij de gave over van Peter Petrelli.
In de 12de aflevering van dit seizoen zal hij worden vermoord door Sylar.